# Kartidris galos
Kartidris galos (лат.) — вид муравьёв (Formicidae) рода Kartidris из подсемейства Myrmicinae. 

## Распространение
Китай (Hainan I.).

## Описание
Мелкие желтовато-коричневые муравьи. Длина тела составляет 4,4 мм, длина головы — 0,97 мм (ширина — 0,85). Основная окраска тела тёмно-коричневая. Усики 12-члениковые с булавой из 3 члеников. Имеют 4 максиллярных щупика и 3 лабиальных. Скапус усиков и голени с многочисленными отстоящими волосками. Петиоль стебельчатый.